# بايوباس دي أباخو
بايوباس دي أباخو هي بلدية تقع في مقاطعة سوريا، في منطقة قشتالة وليون، في إسبانيا. يبلغ عدد سكانها 250 نسمة وذلك حسب إحصاء السكان سنة 2004. تبلغ مساحتها 43 كم².